# 노인키르헨군 (오스트리아)

노인키르헨군의 위치

노인키르헨군(독일어: Bezirk Neunkirchen)은 오스트리아 니더외스터라이히주에 위치한 군으로 행정 중심지는 노인키르헨이며 면적은 1,146.92km2, 인구는 87,305명(2023년 기준), 인구 밀도는 76명/km2이다. 서쪽으로는 릴리엔펠트군, 북쪽과 동쪽으로는 비너노이슈타트란트군, 북동쪽으로는 비너노이슈타트, 남쪽으로는 슈타이어마르크주 브루크뮈르추슐라크군, 바이츠군, 하르트베르크퓌르스텐펠트군과 접한다.

## 하위 행정 구역
3개 도시, 17개 시장도시, 20개 일반 시를 관할한다.
- 도시
  - 글로크니츠(Gloggnitz)
  - 노인키르헨(Neunkirchen)
  - 테르니츠(Ternitz)
- 시장도시
  - 아스팡마르크트(Aspang-Markt)
  - 에들리츠(Edlitz)
  - 그라펜바흐장크트발렌틴(Grafenbach-St. Valentin)
  - 그리멘슈타인(Grimmenstein)
  - 그륀바흐암슈네베르크(Grünbach am Schneeberg)
  - 키르히베르크암베흐젤(Kirchberg am Wechsel)
  - 뫼니히키르헨(Mönichkirchen)
  - 파이어바흐(Payerbach)
  - 피텐(Pitten)
  - 푸흐베르크암슈네베르크(Puchberg am Schneeberg)
  - 라이헤나우안데어락스(Reichenau an der Rax)
  - 샤이블링키르헨테른베르크(Scheiblingkirchen-Thernberg)
  - 쇼트빈(Schottwien)
  - 슈바르차우임게비르게(Schwarzau im Gebirge)
  - 바르트(Warth)
  - 바르트만슈테텐(Wartmannstetten)
  - 빔파싱임슈바르차탈레(Wimpassing im Schwarzatale)
- 일반 시
  - 알텐도르프(Altendorf)
  - 아스팡베르크장크트페터(Aspangberg-St. Peter)
  - 브라이테나우(Breitenau)
  - 브라이텐슈타인(Breitenstein)
  - 부흐바흐(Buchbach)
  - 뷔르크푀스텐호프(Bürg-Vöstenhof)
  - 엔첸라이트(Enzenreith)
  - 파이슈트리츠암베흐젤(Feistritz am Wechsel)
  - 회프라인안데어호엔반트(Höflein an der Hohen Wand)
  - 나치바흐로이퍼스바흐(Natschbach-Loipersbach)
  - 오터탈(Otterthal)
  - 프리글리츠(Prigglitz)
  - 라흐암호흐게비르게(Raach am Hochgebirge)
  - 슈라텐바흐(Schrattenbach)
  - 슈바르차우암슈타인펠트(Schwarzau am Steinfeld)
  - 제벤슈타인(Seebenstein)
  - 제메링(Semmering)
  - 장크트코로나암베흐젤(St. Corona am Wechsel)
  - 장크트에기덴암슈타인펠트(St. Egyden am Steinfeld)
  - 토마스베르크(Thomasberg)
  - 트라텐바흐(Trattenbach)
  - 빌렌도르프(Willendorf)
  - 뷔르플라흐(Würflach)
  - 최베른(Zöbern)